# Terezópolis de Goiás
Terezópolis de Goiás est une municipalité brésilienne de l'État de Goiás et la microrégion de Goiânia.